# Fissidens townsendianus
Fissidens townsendianus är en bladmossart som beskrevs av Ronald Arling Pursell 1994. Fissidens townsendianus ingår i släktet fickmossor, och familjen Fissidentaceae. Inga underarter finns listade i Catalogue of Life.